# 汉诺威火车总站
汉诺威火车总站（德語：Hannover Hauptbahnhof）是德国下萨克森州首府汉诺威最大的铁路车站。凭借着日均约25万人次的旅客发送量，它与杜塞尔多夫火车总站一同成为继汉堡、慕尼黑、法兰克福、柏林和科隆火车总站之后的德国第六繁忙车站。此外它也是汉诺威快铁在短途运输中的最重要节点。
作为一座交叉站，汉诺威总站是德国铁路所划分的21座一等车站（最高等级）之一。该站设有分居于6座站台的12条到发线和2条正线。每日共有超过620班列车在此通过（截至2008年11月）；并有约2,000人在此工作。

## 历史

### 1847年的首座车站

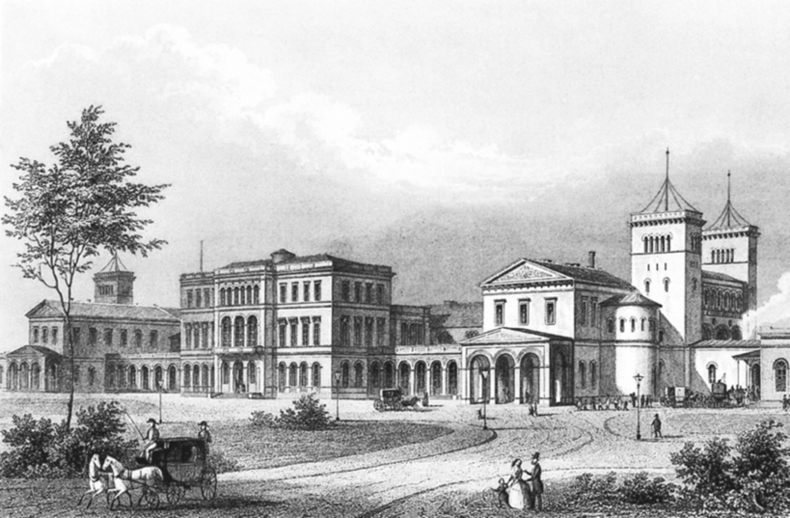
1850年的“汉诺威中央车站”（钢雕画）

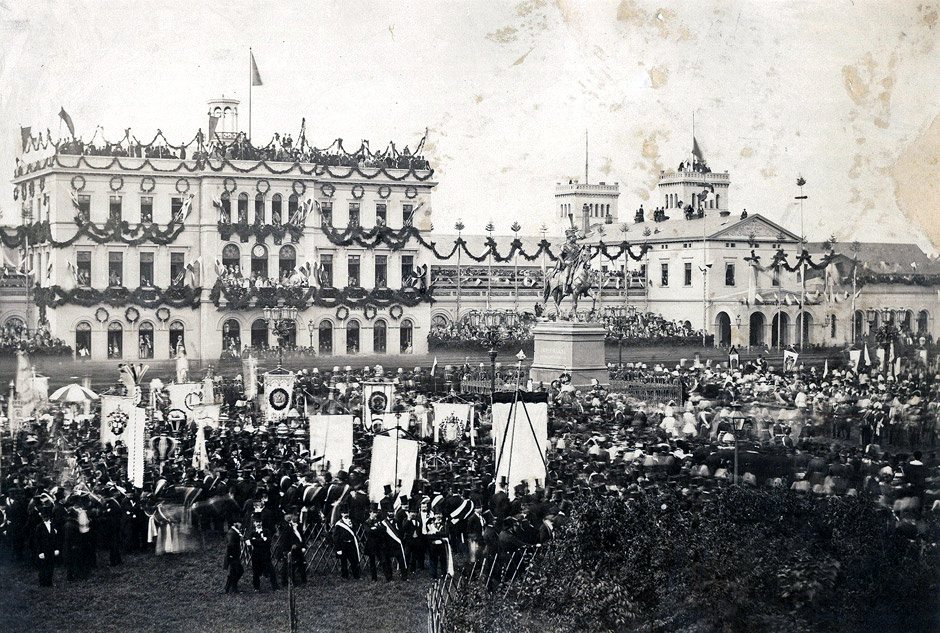
恩斯特·奥古斯特雕像在1861年的落成典礼

随着首条通往莱尔特的铁路线于1843年建成通车，汉诺威车站也于同年投入临时性运营。在装配轨道设施时，当局摈弃了当时典型的尽头站样式，而是将它构建成一座通过站，这一类别在德国大型城市中的应用尚属首次。
在1845年至1847年期间，该建筑建筑被始建为首个“中央车站（Central-Bahnhofs）”。其建筑师已不可考，但可以确定的是，远见卓识的城市建筑师奥古斯特·海因里希·安德烈（August Heinrich Andrae）参与了选址工作，而汉诺威宫廷建筑师格奥尔格·路德维希·弗里德里希·拉弗斯和爱德华多·费迪南德·施瓦茨也促成了这项工程的兴建。它是根据浪漫-新古典主义风格而被建成严格对称的建筑。其砖石被涂以大量的黄色灰泥。拉弗斯还将格奥尔格大街和铁路之间的区域规划为新的城市分区，即恩斯特-奥古斯特城。来自多个方向的道路会汇集至代表性的站前广场——恩斯特-奥古斯特广场（Ernst-August-Platz）。
木制的站台建于接待大楼旁，两侧各设一条轨道。这对于最初的交通流量已经足够，因为编然较短发往东部和西部的列车仍然可以停靠在同一座站台。直通列车班次起初并没有运行。首班直通列车直至1851年8月1日才在柏林和科隆之间开办。首个机车维修车间则建于接待大楼的对面。1853年，可以通往阿尔费尔德、哥廷根和卡塞尔的汉诺威南部铁路的首个路段建成通车，使得这座通过站逐渐发展成为区域性的铁路枢纽。而为了缓解车站的到发压力，一座新的编组站于1868年在海恩霍尔茨建成。
日益密集的铁路运输为城市发展带来了难题，因为铁路线是穿城而过。因此当局在1873年决定，将市区范围内的铁路线抬升至4.5米的高度上。旧的车站建筑于1875年被拆除。从1875年至1879年修建的铁路线均以柏林城市铁路和其他城市的类似工程为蓝本进行规划。至1876年，一座新的件货车站在杨柳坝（Weidendamm）建成。

### 1879年的第二座车站

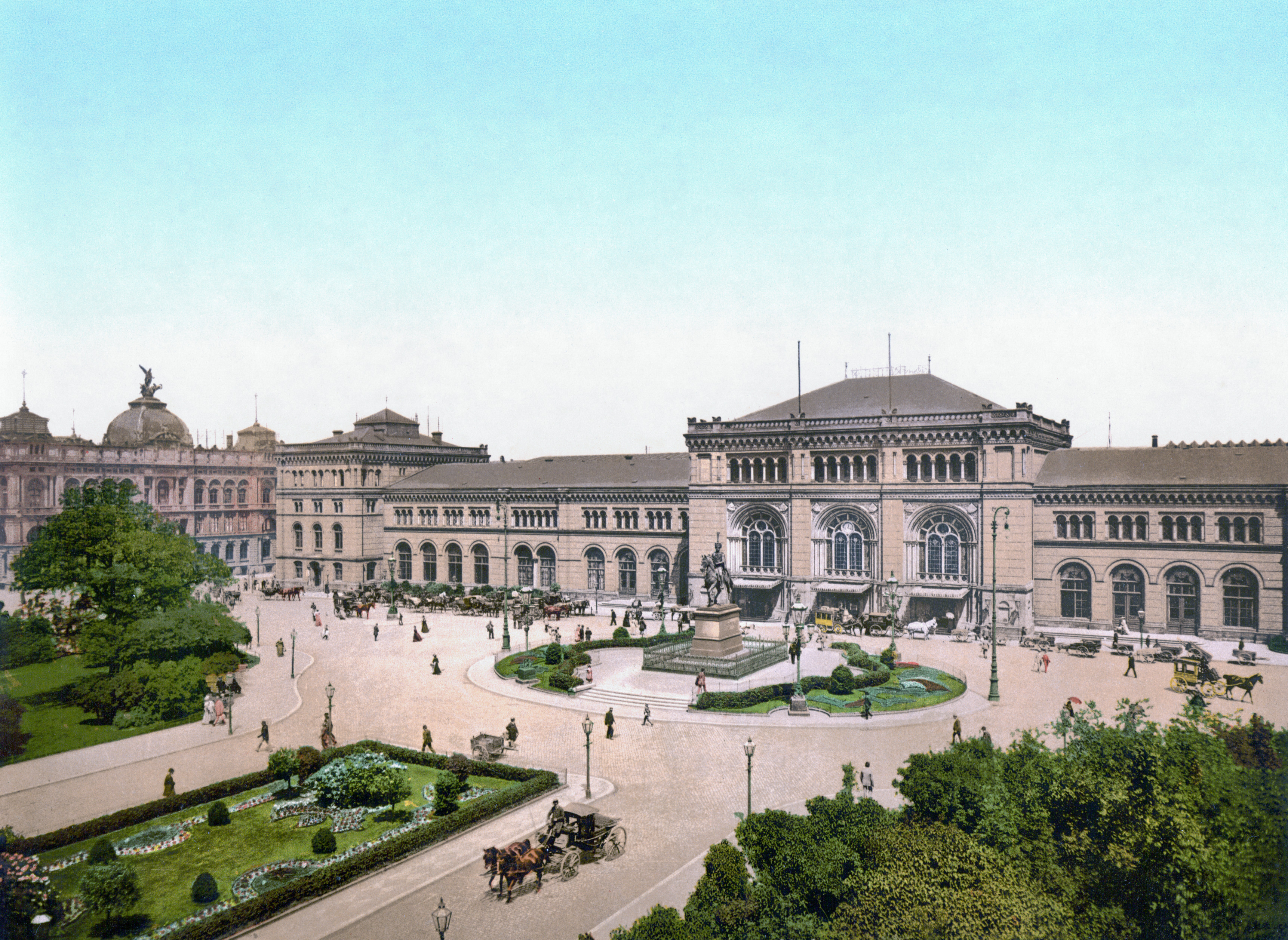
1900年的火车总站

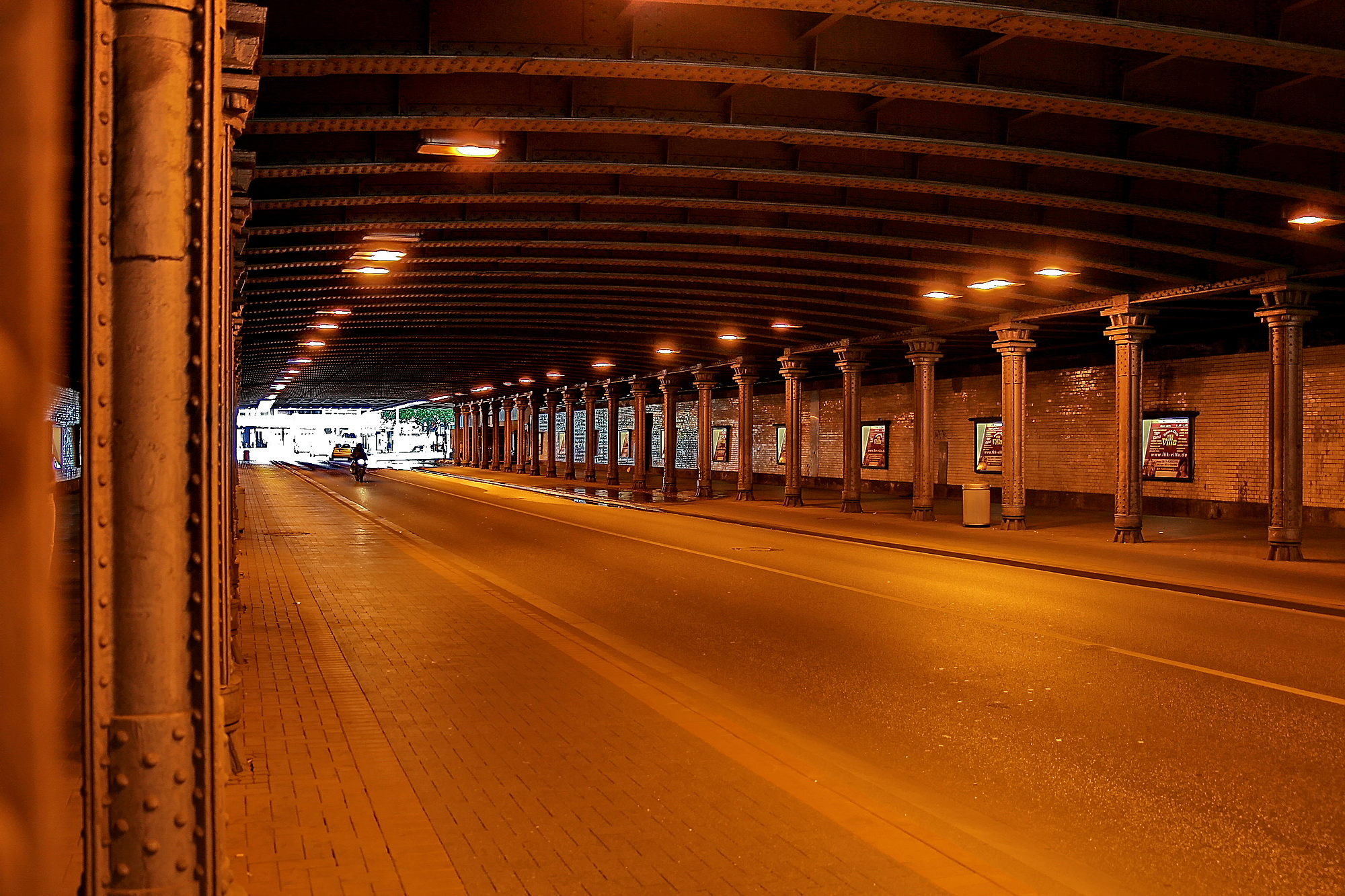
通过抬高轨道而产生的赫伦大街

由于首座车站建于街道平面上，并因此阻碍了城市发展的进程，所以有8公里长的积存轨道设施可以被用于铺设于立体交叉平面上的新设施。此外，新车站也有一个很长的可用轨道长度。在1873年进行的前期筹备工作后，维修车间被分流至莱恩豪森、编组设施被分流至海恩霍尔茨、并建设货运绕行线路，而至今仍然保留的核心网络则自1875年开始兴建。新的接待大楼是一座由胡伯特·斯蒂尔所设计的新文藝復興建築。这又是一个带有主大堂和两边侧翼的对称性建筑，其中每个个体都包含一个转角楼。东侧带有“帝王房间（Kaiserzimmer）”的转角楼还设有一条独立的引道。该建筑采用了带红砖条的黄砖墙面及砂岩墙脚。包含7条到发线和2条正线的4座站台由两个每边跨度为37米的大堂所覆盖。在有近30年历史的建筑被拆除后，新车站于1877年4月开始动工兴建。经过26个月的施工，它于1879年6月22日投入使用。站台可以通过3条隧道进入，用于行李运输及邮政运输的则有另外2条隧道可供使用。轨道设施于1883年完工，它包括7条到发线和2条用于货运列车的正线。站台顶棚通过两座独立的大堂实现支撑，它们每侧各有37米宽及167.5米长，并在两条正线之间留有9.25米宽的开放空间。在工程造价方面，有1,270万黄金马克被用于站房建筑以及2,250万黄金马克被用于整个轨道系统的兴建。
1910年，包含10道及11道的第三座车站大堂落成。新大堂使用钢材建造，有15.3米的跨度及27.5米的高度，其设计来源于城市建筑官穆勒（Möller）。当“兔子线路（Hasenbahn）”，即早在1913年规划的从朗根哈根经大布格韦德尔前往策勒的支线铁路石楠草原铁路建成后，它对于汉诺威－汉堡铁路的运作产生了重大意义：自1938年5月起，从汉堡通往德国南部的直通列车可以不再绕行莱尔特；而列车也无需再于汉诺威进行换向操作。
在1939年的夏季运行图中，汉诺威火车总站每日共有144班的定期列车班次到发。它也因此成为了继柏林、科隆、法兰克福枢纽以及莱比锡和杜伊斯堡总站之后，在德意志国铁路长途列车网络中最重要的节点之一。

### 战争的破坏与重建

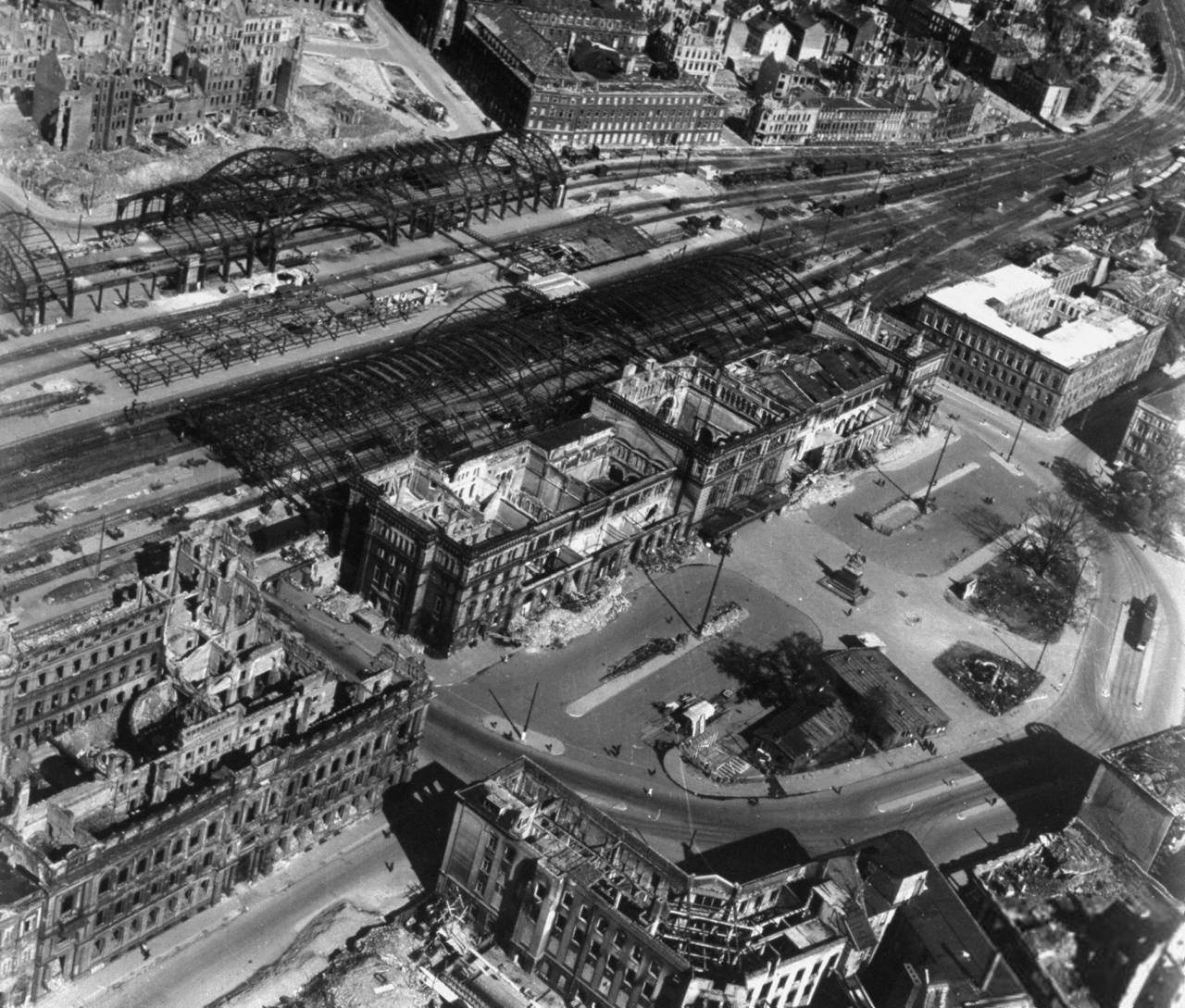
火车总站于1945年被摧毁

在第二次世界大战期间，当盟军于1943年7月和10日对汉诺威市内实施轰炸后，车站遭受了大面积破坏。其中大堂只剩下框架、接待大楼只剩下外墙依然存在。而轨道也花了四天的时间抢修才勉强重开。
1945年6月13日，车站在战争结束后首次开办前往明登、威悉河畔宁堡和哥廷根的普客列车。自8月14日起，铁路客运服务得到显著扩大。从汉诺威出发的客运列车得以重新前往不来梅港、杜伊斯堡、哈默尔恩、哥廷根、布伦瑞克和于尔岑等地。1946年8月15日，汉诺威再次成为战后首次开办、在巴黎至柏林间运行的北方快车的经停点，从而被重新纳入国际长途网络的版图中。
在经历了严重的轰炸破坏后，接待大楼的重建工作始于1948年夏天，当中包括获得了经过内饰重新设计的外立面；而旧大堂残存的钢结构顶棚都被拆除，同时站台开始采用一种木制的临时性顶棚。站台于1959年至1961年间进行重建，原有的行李站台不复存在，其货运升降机也被应用至客运站台。中部的通道得到加宽，侧翼的行人隧道则被关闭，同时站台上方也获得了新的顶棚。自1957年以来，信号与转辙器开关已被中继信号所取代。1963年，第5座站台的落成已使轨道数量扩展到第12条（5道及6道为不设站台的正线）。从南部引入的电气化铁路改造工程于1963年5月26日抵达汉诺威总站，自1963年12月20日起，通电线路已延伸至莱尔特，并自1964年12月14日进一步引至不来梅。通往汉堡的兔子线路在1964年完成复线改造，并自1965年4月6日通电。而由莱尔特经布伦瑞克至黑尔姆施泰特的架空电缆直至1976年还未完成架设。

### 地铁建设

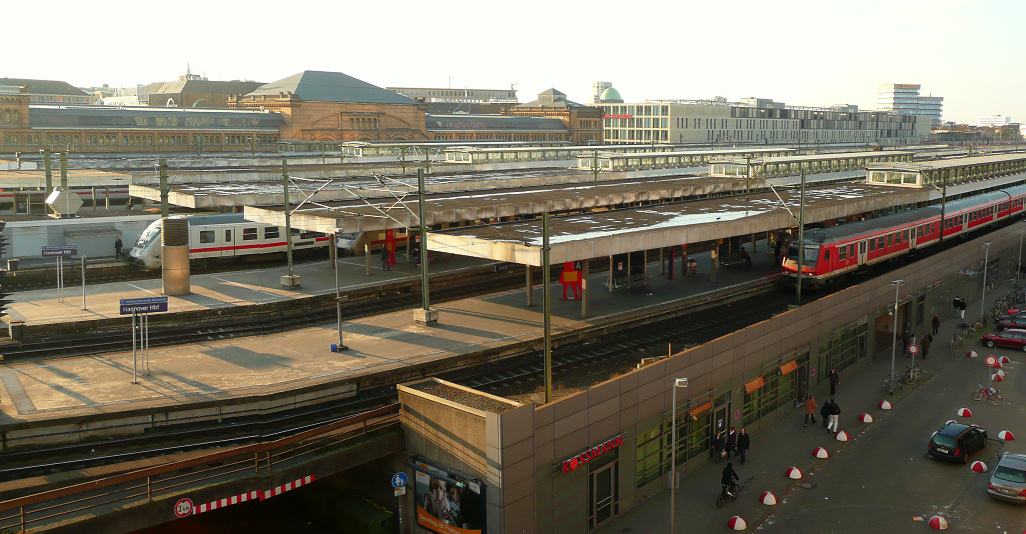
从拉什广场望向车站背部

在汉诺威城铁的建设过程中，汉诺威总站进行了一次大范围的改造。由于整座车站都必须在一个开放式的设计下运行，因此施工仅可能阻塞轨道。包含13道和14道的第6座站台在1969年7月至1973年春季建成。在这项施工完成后，两条轨道于1970年至1975年被关闭，并开始兴建城铁隧道及在此之上的行人楼层（地下）。为此，中部行人隧道被迫关闭，前往站台的旅客则可通过重新开放的侧翼隧道抵达。作为重组的一部分，正线6道（现80道）已被转移至8道和9道的站台之间，而正线5道（现40道）则被保留在原有的位置上。随后，车站开始进行重建。其站台包括站台顶棚也获得了翻新。西侧的地下通道，即地处利斯特麦勒的邮政总局和地处拉什广场的包裹邮局之间的邮政隧道，则设有一条用于行李及邮政运输的狭长的斜坡连接至站台。
在德国联邦铁路于1971年引入城际列车网络之后，汉诺威成为重要的换乘枢纽，它可以对不同的城际列车班次实现同（站）台换乘。1988年春季，一个带有数据显示屏的旅客信息系统在梯间及站台之中投入使用。凭借着日均323班定期长途列车的到发量，汉诺威总站成为德国联邦铁路在1989年夏季运行图中的第四大繁忙车站。
自1993年起，汉诺威总站开始建造德国铁路迄今为止规模最大的电子信号所。该系统耗资约1亿德国马克，可由10个调度员通过279个转辙器和535个信号机对每天约5,000班列车及调车的运行路径进行调度。根据制造商的公告，该信号所在1998年8月投入使用后即成为全球最大、最先进的电子联锁设施。
凭借着日均398班定期长途列车的到发量，汉诺威总站成为德国铁路在1996年夏季运行图中的全德繁忙车站。

### 世博会改造

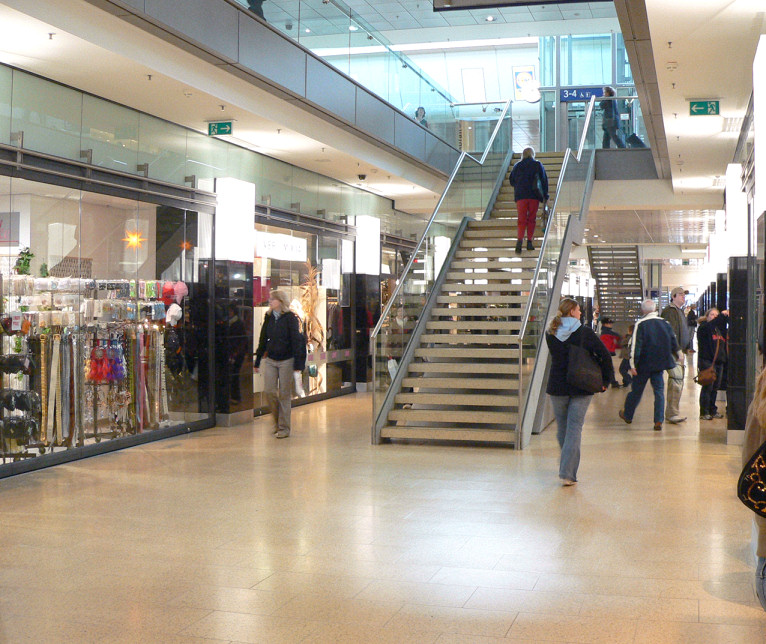
位于车站负一层的

汉诺威总站为迎接主办2000年世界博览会而进行了再一次的彻底改造。为此，接待大楼从内到外的墙壁都被清空重建。中部隧道也得到了扩建，并通过设置与站台之间的缝隙以获得日光的照射。客运升降机则被安装至站台上。
车站通过改造还建成了一个散步长廊。在售票柜台完成搬迁和行李传送系统停用后，这里获得了一个约7,000平方米的商用空间。
从2004年夏季至2006年春季，地下空间的行人通道也进行了大规模的现代化，以改造成为另一个散步长廊。它也因此成为了从拉什广场引出的妮基·桑法勒长廊的组成部分。伴随着两个楼层中共20,000平方米的零售空间，这里成为了一个多元化的购物区。大多数店铺在平日都营业至晚上22点。
汉诺威快铁于2000年5月28日正式投入运营。1道及2道的站台自此仅作为快铁站台服务于通往俾斯麦大街（Bismarckstraße）及文斯托夫方向的快铁列车，通往莱尔特及策勒方向的快铁列车则停靠于13道及14道的站台。与此同时，车站的行车出口也发生了改变：在西部，既有轨道的南侧额外设立了1对用于快铁的轨道；在通往莱尔特轨道的东北侧则另设有其它的轨道。

## 交通连接

### 长途运输
汉诺威火车总站通过多条城际快车（ICE）及城际列车（IC）线路而被连接至德国铁路的长途运输网络。ICE20号线和22号线将汉堡至法兰克福之间的发车频率重叠为每小时1班，与此类似的还有在汉诺威至莱比锡之间运行的IC55号线和56号线。汉诺威总站也是慕尼黑－汉诺威－汉堡/不来梅的ICE列车的分离点，由慕尼黑驶来的这类重联列车会在汉诺威进行解编，再分别前往汉堡或不来梅。除了钟面运行图外，汉诺威还开行有个别列车通往下列线路中的其它城市。
| 线路     | 走向 | 走向 | 走向 | 走向 | 走向 | 频率                 |
| -------- | --- | --- | --- | --- | --- | -------------------- |
| ICE 10   | 柏林东 － 柏林 － 柏林-斯潘道 － （沃尔夫斯堡 －） 汉诺威 － 比勒费尔德 － 哈姆 －                                                                 | 多特蒙德 － 波鸿 － 埃森 － 杜伊斯堡 － 杜塞尔多夫机场 － 杜塞尔多夫 (－ 科隆展会/道依茨 － 科隆/波恩机场）                                        | 多特蒙德 － 波鸿 － 埃森 － 杜伊斯堡 － 杜塞尔多夫机场 － 杜塞尔多夫 (－ 科隆展会/道依茨 － 科隆/波恩机场）                                        | 多特蒙德 － 波鸿 － 埃森 － 杜伊斯堡 － 杜塞尔多夫机场 － 杜塞尔多夫 (－ 科隆展会/道依茨 － 科隆/波恩机场）                                        | 多特蒙德 － 波鸿 － 埃森 － 杜伊斯堡 － 杜塞尔多夫机场 － 杜塞尔多夫 (－ 科隆展会/道依茨 － 科隆/波恩机场）                                        | 每小时1班            |
| ICE 10   | 柏林东 － 柏林 － 柏林-斯潘道 － （沃尔夫斯堡 －） 汉诺威 － 比勒费尔德 － 哈姆 －                                                                 | 哈根 － 伍珀塔尔 － 科隆 （－ 波恩 － 科布伦茨）                                                                                                   | | | | 每小时1班            |
| ICE 20   | （基尔 －） 汉堡 － 汉诺威 － 哥廷根 － 卡塞尔-威廉山 － 法兰克福 －                                                                               | 曼海姆 － 卡尔斯鲁厄 － 弗赖堡 － 巴塞尔 （－ 苏黎世 － 因特拉肯东）                                                                               | 曼海姆 － 卡尔斯鲁厄 － 弗赖堡 － 巴塞尔 （－ 苏黎世 － 因特拉肯东）                                                                               | 曼海姆 － 卡尔斯鲁厄 － 弗赖堡 － 巴塞尔 （－ 苏黎世 － 因特拉肯东）                                                                               | 曼海姆 － 卡尔斯鲁厄 － 弗赖堡 － 巴塞尔 （－ 苏黎世 － 因特拉肯东）                                                                               | 两小时1班            |
| ICE 20   | （基尔 －） 汉堡 － 汉诺威 － 哥廷根 － 卡塞尔-威廉山 － 法兰克福 －                                                                               | （法兰克福机场 － 美因茨 － 威斯巴登） | | | | 两小时1班            |
| ICE 22   | （基尔 －） 汉堡 － | 汉诺威 － 哥廷根 － 卡塞尔-威廉山 － 法兰克福 － 法兰克福机场 － 曼海姆 － （海德堡 －） 斯图加特                                                  | 汉诺威 － 哥廷根 － 卡塞尔-威廉山 － 法兰克福 － 法兰克福机场 － 曼海姆 － （海德堡 －） 斯图加特                                                  | 汉诺威 － 哥廷根 － 卡塞尔-威廉山 － 法兰克福 － 法兰克福机场 － 曼海姆 － （海德堡 －） 斯图加特                                                  | 汉诺威 － 哥廷根 － 卡塞尔-威廉山 － 法兰克福 － 法兰克福机场 － 曼海姆 － （海德堡 －） 斯图加特                                                  | 两小时1班            |
| ICE 22   | （奥尔登堡 －） 不来梅 － | 汉诺威 － 哥廷根 － 卡塞尔-威廉山 － 法兰克福 － 法兰克福机场 － 曼海姆 － （海德堡 －） 斯图加特                                                  | 汉诺威 － 哥廷根 － 卡塞尔-威廉山 － 法兰克福 － 法兰克福机场 － 曼海姆 － （海德堡 －） 斯图加特                                                  | 汉诺威 － 哥廷根 － 卡塞尔-威廉山 － 法兰克福 － 法兰克福机场 － 曼海姆 － （海德堡 －） 斯图加特                                                  | 汉诺威 － 哥廷根 － 卡塞尔-威廉山 － 法兰克福 － 法兰克福机场 － 曼海姆 － （海德堡 －） 斯图加特                                                  | 两小时1班            |
| ICE 25   | （吕贝克 －） 汉堡 － | 汉诺威 － 哥廷根 － 卡塞尔-威廉山 － 富尔达 － 维尔茨堡                                                                                            | 汉诺威 － 哥廷根 － 卡塞尔-威廉山 － 富尔达 － 维尔茨堡                                                                                            | 纽伦堡 － 因戈尔施塔特 － | 慕尼黑 （－ 加尔米施-帕滕基兴） | 每小时1班            |
| ICE 25   | （奥尔登堡 －） 不来梅 － | 汉诺威 － 哥廷根 － 卡塞尔-威廉山 － 富尔达 － 维尔茨堡                                                                                            | 汉诺威 － 哥廷根 － 卡塞尔-威廉山 － 富尔达 － 维尔茨堡                                                                                            | 奥格斯堡 － | 慕尼黑 （－ 加尔米施-帕滕基兴） | 每小时1班            |
| ICE 43   | （汉诺威 － 比勒费尔德 － 哈姆 －) 多特蒙德 － 哈根 － 伍珀塔尔 － 科隆 － 西格堡/波恩 － 法兰克福机场 － 曼海姆 － 卡尔斯鲁厄 － 弗赖堡 － 巴塞尔 | （汉诺威 － 比勒费尔德 － 哈姆 －) 多特蒙德 － 哈根 － 伍珀塔尔 － 科隆 － 西格堡/波恩 － 法兰克福机场 － 曼海姆 － 卡尔斯鲁厄 － 弗赖堡 － 巴塞尔 | （汉诺威 － 比勒费尔德 － 哈姆 －) 多特蒙德 － 哈根 － 伍珀塔尔 － 科隆 － 西格堡/波恩 － 法兰克福机场 － 曼海姆 － 卡尔斯鲁厄 － 弗赖堡 － 巴塞尔 | （汉诺威 － 比勒费尔德 － 哈姆 －) 多特蒙德 － 哈根 － 伍珀塔尔 － 科隆 － 西格堡/波恩 － 法兰克福机场 － 曼海姆 － 卡尔斯鲁厄 － 弗赖堡 － 巴塞尔 | （汉诺威 － 比勒费尔德 － 哈姆 －) 多特蒙德 － 哈根 － 伍珀塔尔 － 科隆 － 西格堡/波恩 － 法兰克福机场 － 曼海姆 － 卡尔斯鲁厄 － 弗赖堡 － 巴塞尔 | 两小时1班            |
| IC 26    | （宾茨 －） 施特拉尔松德 － | 汉堡 － 汉诺威 － 哥廷根 － 卡塞尔-威廉山 － | 法兰克福 － 海德堡 － 卡尔斯鲁厄 （－ 巴登-巴登 － 奥芬堡 － 康斯坦茨）                                                                            | 法兰克福 － 海德堡 － 卡尔斯鲁厄 （－ 巴登-巴登 － 奥芬堡 － 康斯坦茨）                                                                            | 法兰克福 － 海德堡 － 卡尔斯鲁厄 （－ 巴登-巴登 － 奥芬堡 － 康斯坦茨）                                                                            | 两小时1班            |
| IC 26    | （韦斯特兰 －） | 汉堡 － 汉诺威 － 哥廷根 － 卡塞尔-威廉山 － | 富尔达 － 维尔茨堡 － | （纽伦堡 － 帕绍） | （纽伦堡 － 帕绍） | 个别班次             |
| IC 26    | （韦斯特兰 －） | 汉堡 － 汉诺威 － 哥廷根 － 卡塞尔-威廉山 － | 富尔达 － 维尔茨堡 － | 奥格斯堡 | （－ 奥伯斯多夫） | 个别班次             |
| IC 26    | （韦斯特兰 －） | 汉堡 － 汉诺威 － 哥廷根 － 卡塞尔-威廉山 － | 富尔达 － 维尔茨堡 － | 奥格斯堡 | （－ 慕尼黑 － 贝希特斯加登） | 个别班次             |
| IC/EC 32 | （柏林 － 汉诺威 －） 多特蒙德 － 埃森 － 杜伊斯堡 － 科隆 － 科布伦茨 － 曼海姆 － 斯图加特                                                       | （柏林 － 汉诺威 －） 多特蒙德 － 埃森 － 杜伊斯堡 － 科隆 － 科布伦茨 － 曼海姆 － 斯图加特                                                       | （－ 乌尔姆 － 奥格斯堡 － 慕尼黑 － 萨尔茨堡 － 克拉根福）                                                                                        | （－ 乌尔姆 － 奥格斯堡 － 慕尼黑 － 萨尔茨堡 － 克拉根福）                                                                                        | （－ 乌尔姆 － 奥格斯堡 － 慕尼黑 － 萨尔茨堡 － 克拉根福）                                                                                        | 两小时1班 （仅周末） |
| IC/EC 32 | （柏林 － 汉诺威 －） 多特蒙德 － 埃森 － 杜伊斯堡 － 科隆 － 科布伦茨 － 曼海姆 － 斯图加特                                                       | （柏林 － 汉诺威 －） 多特蒙德 － 埃森 － 杜伊斯堡 － 科隆 － 科布伦茨 － 曼海姆 － 斯图加特                                                       | （－ 乌尔姆 － 林道 － 因斯布鲁克） | | | 两小时1班 （仅周末） |
| IC/EC 32 | （柏林 － 汉诺威 －） 多特蒙德 － 埃森 － 杜伊斯堡 － 科隆 － 科布伦茨 － 曼海姆 － 斯图加特                                                       | （柏林 － 汉诺威 －） 多特蒙德 － 埃森 － 杜伊斯堡 － 科隆 － 科布伦茨 － 曼海姆 － 斯图加特                                                       | （－ 罗伊特林根 － 蒂宾根） | | | 两小时1班 （仅周末） |
| IC 55    | 德累斯顿 － 里萨 － 莱比锡 － 哈勒 － 马格德堡 － 布伦瑞克 － 汉诺威 － 比勒费尔德 － 哈姆 － 多特蒙德 － 哈根 － 伍珀塔尔 － 科隆                 | 德累斯顿 － 里萨 － 莱比锡 － 哈勒 － 马格德堡 － 布伦瑞克 － 汉诺威 － 比勒费尔德 － 哈姆 － 多特蒙德 － 哈根 － 伍珀塔尔 － 科隆                 | 德累斯顿 － 里萨 － 莱比锡 － 哈勒 － 马格德堡 － 布伦瑞克 － 汉诺威 － 比勒费尔德 － 哈姆 － 多特蒙德 － 哈根 － 伍珀塔尔 － 科隆                 | 德累斯顿 － 里萨 － 莱比锡 － 哈勒 － 马格德堡 － 布伦瑞克 － 汉诺威 － 比勒费尔德 － 哈姆 － 多特蒙德 － 哈根 － 伍珀塔尔 － 科隆                 | 德累斯顿 － 里萨 － 莱比锡 － 哈勒 － 马格德堡 － 布伦瑞克 － 汉诺威 － 比勒费尔德 － 哈姆 － 多特蒙德 － 哈根 － 伍珀塔尔 － 科隆                 | 两小时1班            |
| IC 56    | 莱比锡 － 哈勒 － 马格德堡 － 布伦瑞克 － 汉诺威 － 不来梅 － 奥尔登堡 － 莱尔 － 埃姆登 － 诺尔登堤岸防波堤                                       | 莱比锡 － 哈勒 － 马格德堡 － 布伦瑞克 － 汉诺威 － 不来梅 － 奥尔登堡 － 莱尔 － 埃姆登 － 诺尔登堤岸防波堤                                       | 莱比锡 － 哈勒 － 马格德堡 － 布伦瑞克 － 汉诺威 － 不来梅 － 奥尔登堡 － 莱尔 － 埃姆登 － 诺尔登堤岸防波堤                                       | 莱比锡 － 哈勒 － 马格德堡 － 布伦瑞克 － 汉诺威 － 不来梅 － 奥尔登堡 － 莱尔 － 埃姆登 － 诺尔登堤岸防波堤                                       | 莱比锡 － 哈勒 － 马格德堡 － 布伦瑞克 － 汉诺威 － 不来梅 － 奥尔登堡 － 莱尔 － 埃姆登 － 诺尔登堤岸防波堤                                       | 两小时1班            |
| IC 77    | 柏林 － 沃尔夫斯堡 － 汉诺威 － 奥斯纳布吕克 （－ 明斯特） － 赖内 － 阿姆斯特丹                                                                   | 柏林 － 沃尔夫斯堡 － 汉诺威 － 奥斯纳布吕克 （－ 明斯特） － 赖内 － 阿姆斯特丹                                                                   | 柏林 － 沃尔夫斯堡 － 汉诺威 － 奥斯纳布吕克 （－ 明斯特） － 赖内 － 阿姆斯特丹                                                                   | 柏林 － 沃尔夫斯堡 － 汉诺威 － 奥斯纳布吕克 （－ 明斯特） － 赖内 － 阿姆斯特丹                                                                   | 柏林 － 沃尔夫斯堡 － 汉诺威 － 奥斯纳布吕克 （－ 明斯特） － 赖内 － 阿姆斯特丹                                                                   | 两小时1班            |

### 区域运输
共有8条每小时1班分别由德铁区域运输（RE/RB）、梅特罗诺姆和Erixx经营的区域运输线路途经汉诺威火车总站，它们在汉诺威大区运输中被称为R1线至R12线。这些线路名称仅被纳入汉诺威大区运输的时刻表及运行图中，却并不在列车或站台上标示。
| 线路 | 类别 | 走向                                                                                   | 备注                           |
| ---- | ---- | -------------------------------------------------------------------------------------- | ------------------------------ |
| R 1  | RE   | 比勒费尔德 / 赖内 － 明登 － 比克堡 － 施塔特哈根 － 哈斯特 － 文斯托夫 － 汉诺威      | 与R10线联运                    |
| R 2  | RE   | （诺尔登堤岸 －） 不来梅 － 威悉河畔宁堡 － 诺伊施塔特 － 文斯托夫 － 汉诺威           |                                |
| R 4  | erx  | 布赫霍尔茨 － 施内沃丁根 － 索尔陶 － 瓦尔斯罗德 － 施瓦姆施泰特 － 朗根哈根 － 汉诺威 |                                |
| R 8  | ME   | 于尔岑 － 策勒 － 大布格韦德尔 － 朗根哈根 － 汉诺威                                   | 与R12线联运                    |
| R 9  | RE   | 沃尔夫斯堡 － 吉夫霍恩 － 德登豪森 － 多尔贝根 － 莱尔特 － 汉诺威                     |                                |
| R 10 | RE   | 布伦瑞克 － 派讷 － 黑默勒瓦尔德 － 莱尔特 － 汉诺威                                   | 与R1线联运                     |
| R 11 | RE   | （哈勒 －） 巴特哈尔茨堡 － 戈斯拉尔 － 希尔德斯海姆 － 萨尔施泰特 － 汉诺威           | 在哈勒到发的RE被称为“哈茨快车” |
| R 12 | ME   | 哥廷根 － 克赖恩森 － 埃尔策 － 诺尔茨特门 － 萨尔施泰特 － 汉诺威                     | 与R8线联运                     |

### 快铁运输
汉诺威快铁自2008年12月14日起提供7条定期路线连接了汉诺威地区及周边各县，并通常会在每个站点停靠。它们的发车频率为每小时1班，在两条路线的部分路段则为半小时1班。而通过多条线路的叠加，部分路段的发车间隔也可以达到半小时1班。在2013年12月15日的运行图调整中，新增开行了另外2条短线，它们是逢周一至周五的高峰时段在两条铁路中作为高负荷的S1线、S2线和S5线的补充。
| 线路 | 走向                                                                                           | 备注                                                                                   |
| ---- | ---------------------------------------------------------------------------------------------- | -------------------------------------------------------------------------------------- |
| S 1  | 明登 － 比克堡 － 施塔特哈根 － 哈斯特 － 文斯托夫 － 汉诺威 － 维特岑 － 巴尔辛豪森 － 哈斯特 | 在汉诺威总站变更车号 与S2线在文斯托夫－哈斯特间提供半小时1班的发车间隔                 |
| S 2  | 威悉河畔宁堡 － 诺伊施塔特 － 文斯托夫 － 汉诺威 － 维特岑 － 巴尔辛豪森 － 哈斯特             | 与S1线在文斯托夫－哈斯特间提供半小时1班的发车间隔 周日仅在威悉河畔宁堡－汉诺威区间运行 |
| S 21 | 汉诺威 – 维特岑 – 巴尔辛豪森                                                                   | 短线（仅经停少量车站）                                                                 |
| S 3  | 汉诺威 － 莱尔特 － 森德 － 希尔德斯海姆                                                       | 与S7线在汉诺威－莱尔特间提供半小时1班的发车间隔                                        |
| S 4  | 希尔德斯海姆 － 萨尔施泰特 － 汉诺威会展/拉特岑 － 汉诺威 － 朗根哈根 － 本讷米伦              | 汉诺威－本讷米伦区间每半小时1班                                                        |
| S 5  | 帕德博恩 － 巴特皮尔蒙特 － 哈默尔恩 － 维特岑 － 汉诺威 － 朗根哈根 － 汉诺威机场             | 不停龙嫩贝格、恩姆佩尔德、波尔努姆 哈默尔恩－汉诺威机场区间每半小时1班                 |
| S 51 | 塞尔策 － 汉诺威 － 施普林格 － 哈默尔恩                                                       | 短线（仅经停少量车站）                                                                 |
| S 6  | 汉诺威 － 布格多夫 － 策勒                                                                     | 不停克莱费尔德、米斯堡-安德滕、阿尔滕                                                  |
| S 7  | 汉诺威 － 莱尔特 － 布格多夫 － 策勒                                                           | 汉诺威－莱尔特区间每半小时1班                                                          |
| S 8  | 汉诺威机场 － 朗根哈根 － 汉诺威 － 汉诺威会展/拉特岑                                          | 按需开行                                                                               |

## 地铁站

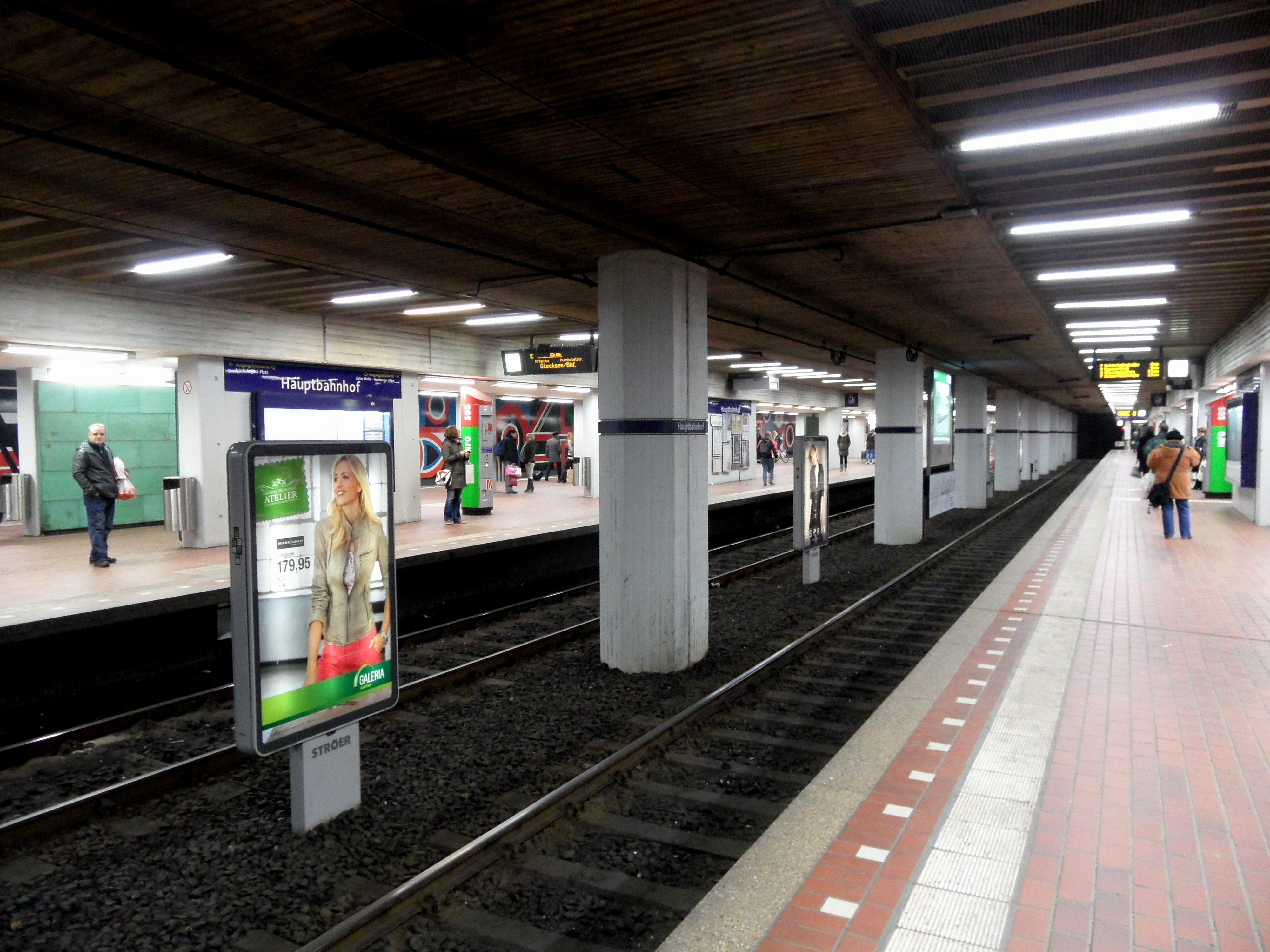
火车总站地铁站

汉诺威城铁自1976年以来在车站的东北部设立了一座火车总站地铁站，它拥有两个雙島式月台以及4条A、B线的轨道，也可以进行轨道换向操作。这里开行有城铁1号、2号、3号、7号、8号及9号线。地铁站的北侧是一个双线的换向设施，它为定期运营、在此终到的城铁8号线以及临时运营的18号线提供服务。此外这里在两条铁路线之间还有另外一条连接至转辙器的轨道，但它自1995年起已不再进行常规运营。
在兴建A、B线的城铁隧道时还规划有另外一条隧道线路。因此，在兴建A、B线地铁站时还预留了一个供规划中D线使用的车站框架。

## 市内交通
车站北侧拉什广场的端部是一座巴士总站，这里除了提供长途巴士及旅游巴士服务外，还开办有区域巴士300号、500号和700号线。其中后者也停靠于恩斯特·奥古斯特广场。在恩斯特·奥古斯特广场还停靠有10号及17号市内巴士，由于斯特拉运输公司经营的121、128和134号巴士也同样在此停靠。
在费恩奥德大街（Fernroder Straße）的地下通道中设有自行车站。人们可以在这里存放、租用和修理自行车。另外一个自行车站则设于拉什广场旁的停车场内。毗邻火车总站的拉什广场停车场共有1,000个私家车泊位。其附近的周边还设有另外4座停车场及1座地下车库。地下车库则还配备有1个汽车共享站。
恩斯特·奥古斯特广场有两个的士站，另外一个则设于拉什广场的北出口。